# Hanomag Typ L 4906
Die Tenderlokomotiven der Reihe Hanomag Typ L 4906 waren Dampflokomotiven mit der Achsfolge D, die zwischen 1914 und 1927 vom Hersteller Hanomag an verschiedene Industriebetriebe geliefert wurden. Sie waren vorrangig bei den Zechenbahnen in Nordrhein-Westfalen eingesetzt. Eine Lokomotive, die 1925 an die Wolfsegg-Traunthaler Kohlenwerks AG geliefert wurde, befindet sich als Museumslokomotive bei den Berliner Eisenbahnfreunden.

## Geschichte
Die Lokomotiven werden meist dem ersten Typenprogramm von standardisierten Einheits-Werklokomotiven des Herstellers Hanomag zugeordnet. Bei Hanomag trug dieser Lokomotivtyp die Bezeichnung Stomoma. Sie waren die größten Lokomotiven dieser Typenreihe. Die tatsächlich produzierte Zahl der Lokomotiven ist nicht bekannt. Hinsichtlich der Bezeichnung der Typenreihe bedeutet die Bezeichnung beim Hersteller mit L 4906 eine Lok mit vier angetriebenen Achsen. Mit 4900 wurden die Lokomotiven niedriger Bauart, mit 4906 die Lokomotiven nach dem Regelprofil der deutschen Bahnen bezeichnet.
Genau zuzuordnen sind acht gelieferte Lokomotiven:
- Fabriknummer 7118 an die Maximilianshütte in Hamm, Baujahr 1914,[3]
- Fabriknummer 8158 an die Zeche Friedrich Heinrich, Baujahr 1920,[4]
- Fabriknummern 8828–8829 u. a. an die Zeche Erin, Baujahr 1919,[5]
- Fabriknummern 9974–9976 u. a. an die Wolfsegg-Traunthaler Kohlenwerks AG, Baujahr 1925,[6]
- Fabriknummer 10230 an die Zeche Nordstern, Baujahr 1927.[7]

Dazu kommen einige Lokomotiven, die nicht eindeutig zuzuordnen sind.
Die Lokomotiven entstanden zu einer Zeit, als die Teilenormung bei Werks- und Hüttenlokomotiven zur Typisierung führte. Dies brachte Kostensenkungen mit sich, da Kunden Ersatzteile direkt ab Fabriklager abfordern konnten, ohne selbst ein Ersatzteillager unterhalten zu müssen. Rund 70 % aller Teile des Typenprogrammes waren gleich und austauschbar. Aus dieser Entwicklung resultierte das Vereinheitlichungsbestreben des Vereins deutscher Straßen- und Kleinbahnen, daraus entstand das Programm der ELNA-Lokomotiven.

## Technik
Die Lokomotiven waren als Hüttenlokomotiven konstruiert, bei der große Lokreibungslast und Leistung im Vordergrund standen. Sie wurden aus Werkstoffen hergestellt, die den Vorschriften der Deutschen Lokomotivbau-Vereinigung entsprachen und mit Nassdampf betrieben, um Wartungsaufwand und Störanfälligkeit zu minimieren. Sie besaßen einen Blechrahmen einfachster Bauausführung mit integriertem Wasserkasten. Im hinteren Bereich ist er mit einigen Ausschnitten zur Gewichtsreduzierung versehen. Weitere Wasservorräte wurden in den seitlichen Kästen mitgeführt. Die Kohlen lagerten im hinteren Kasten.
Das Triebwerk arbeitete auf die dritte Achse und besaß eine Heusinger-Steuerung mit Flachschiebern. Der Kreuzkopf war einschienig ausgeführt. Die ersten drei Achsen waren fest im Rahmen gelagert, die vierte Achse konnte 15 mm nach jeder Seite verschoben werden. Die Lokomotiven waren mit indirekter Bremse und Handbremse ausgestattet, abgebremst wurden alle Räder von vorn.
Zur Grundausstattung gehörten eine Friedmann-Schmierpumpe, Handsandstreuer und Dampfläutewerk. Die Lokomotiven besaßen zwei Sandkästen mit zwei Sandrohren pro Triebwerksseite, diese besandeten jeweils die in Fahrtrichtung erste Achse. Ursprünglich waren sie mit Petroleumbeleuchtung ausgerüstet, später wurden sie auf elektrische Beleuchtung mit einem Turbogenerator umgebaut.

## Verbleib
Die Lokomotiven waren zum Großteil bis Ende der 1960er Jahre im Einsatz und wurden dann ausgemustert. Die einzige erhaltene Maschine wurde mit der Fabriknummer 9976 an die Wolfsegg-Traunthaler Kohlenwerks AG ausgeliefert und zog dort bis 1973 Kohlezüge mit einer Masse bis 340 t. Ihre Tagesleistung betrug etwa 200 km. Nach ihrem Ausscheiden aus dem Plandienst war sie bis 1979 Reservemaschine.
1980 konnte der Verein der Berliner Eisenbahnfreunde die Lok erwerben. Nach einer Neubekesselung im Ausbesserungswerk Knittelfeld, wobei der neue Kessel statt der kupfernen Feuerbüchse eine stählerne Feuerbüchse erhielt, konnte die Lok wieder in Betrieb genommen werden. Weitere Ausbesserungen fanden nach der Überführung nach Deutschland im Ausbesserungswerk Görlitz und in der eigenen Werkstätte des Heidekrautmuseums statt. Seither zog sie Museumszüge, bis 2014 die Forderung einer punktförmigen Zugbeeinflussung durch Vorschriften des Eisenbahn-Bundesamtes ihren Weiterbetrieb auf Strecken unmöglich machte. Seither steht sie in Basdorf geschützt abgestellt.